# Хосе Антоніо Креспо
Хосе Антоніо Креспо Ортіс (ісп. José Antonio Crespo Ortiz; народився 24 червня 1977 у м. Мадриді, Іспанія) — іспанський бадмінтоніст. 
Учасник Олімпійських ігор 2004 в парному розряді. У першому раунді пара Серхіо Льопіс/Хосе Антоніо Креспо поступилась парі Lee Dong-Su/Yu Yong-Seong з Південної Кореї — 0:2. Учасник чемпіонатів світу 2006, 2007.
Чемпіон Іспанії в одиночному розряді (2001, 2002, 2006), в парному розряді (2002, 2003, 2005, 2006, 2007, 2008) в змішаному парному розряді (2002, 2003).
Переможець Hungarian International в змішаному парному розряді (2000). Переможець Peru International в парному розряді (2003, 2008). Переможець Spanish International в змішаному парному розряді (2004). Переможець Giraldilla International в парному розряді (2005), в змішаному парному розряді (2005). Переможець Puerto Rico International в одиночному розряді (2007).